# Arboreto de Magens Bay
El Arboreto de Magens Bay (en inglés: Magens Bay Arboretum), arboreto y jardín botánico, de 5 acres (2.5 hectáreas) de extensión, en "Magens Bay" en la parte suroeste de la isla de Saint Thomas (Islas Vírgenes).
Está administrado por el "Magens Bay Authority".

## Localización
Se sitúa justo tierra adentro de "Magens Bay", en la isla de Saint Thomas. 
Magens Bay Arboretum, Magens Bay, Saint Thomas island, VI 00840 United States Virgin Islands  United States of America-Estados Unidos de América.
Planos y vistas satelitales.18°21′29.52″N 64°55′28.56″O / 18.3582000, -64.9246000
El jardín está abierto al público 364 días al año.

## Historia

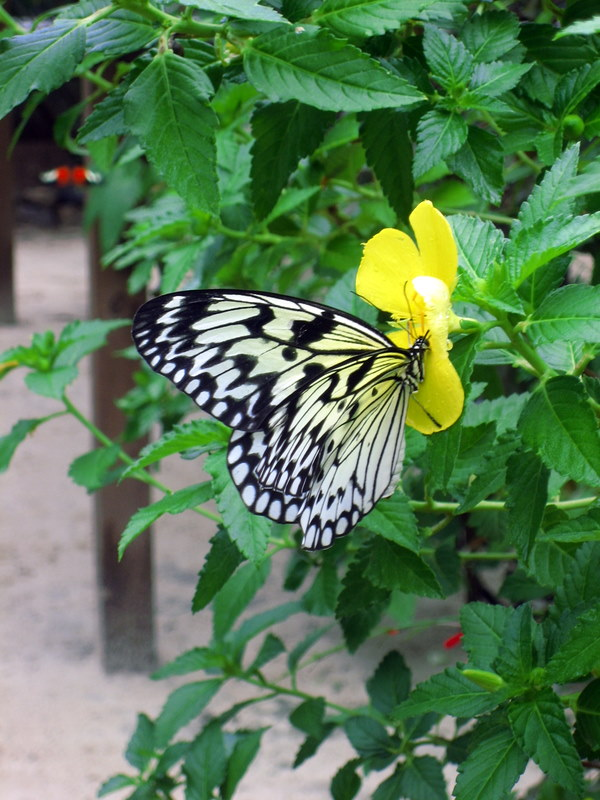
Un ejemplar de Ideopsis juventa.

El arboreto fue plantado en la década de 1920 bajo la dirección de Arthur Fairchild que en 1947 traspasó "Magens Bay" para el pueblo de las Islas Vírgenes, como un regalo a las Municipalidades de St. Thomas y St. John para su uso como parque público. 
Establecido como un jardín botánico privado en su propiedad, se dice que contiene 200 especies que representan 71 familias de plantas, incluyendo 20 especies locales de la Islas Vírgenes y Puerto Rico. 
La playa y el parque que lo rodea están administrados actualmente por la Autoridad semiautónoma de Magens Bay.
El arboretum fue descuidado después de su muerte, pero en 1974, la Universidad de las Islas Vírgenes comenzó a proporcionar asistencia técnica, comenzando con el etiquetado de los raros árboles. 
El Rotary Club de Charlotte Amalie ayudó en su restauración.
La parte más occidental fue donada por la viuda del sobrino de Fairchild, Christine Wheaton, en 2002.

## Colecciones
El arboretum fue reabierto en 1995 sólo para ser destruido por el Huracán Marilyn tres meses más tarde. Sin embargo, en 1997, otros 160 árboles fueron comprados y plantados.
Varias son las especies nativas muy raras, como la pequeña Solanum conocarpum árbol, conocido a partir de una única ubicación en el bosque seco de St. John.
Otras adquisiciones incluyen cinco variedades de plumeria procedentes del Honolulu Botanical Gardens. Otras especies que incluye Melicoccus bijugata, Bursera simaraba, Pisonia Subcordata, .   